# Ceryx calcuni
Ceryx calcuni là một loài bướm đêm thuộc phân họ Arctiinae, họ Erebidae.